# Palais des congrès de Paris

Palais des congrès de Paris

Palais des congrès é um centro de eventos, espetáculos e convenções localizado na cidade de Paris, França.

## Facilidades
- Anfiteatro para 3.723 pessoas
- Anfiteatro Bordeaux com 650 lugares
- Studio de TV

## Artista que se apresentaram neste espaço
- Michel Sardou: 1978, 1981, 1983, 1985, 1987
- Charles Aznavour: 1986, 1987, 1992, 1994, 1997, 1998, 2000, 2004, 2007
- Henri Salvador: 2002, 2007
- Serge Lama: 1975,1977, 1979,1981,1995
- Âge tendre et tête de bois: 2007
- Sylvie Vartan: 1975, 1976, 1977, 1978, 1983, 2004
- Les Choeurs de Paris XIII: 2005, 2006, 2007
- Bruce Springsteen: 1996
- Sonic Youth: 2009